# 十里桂花香

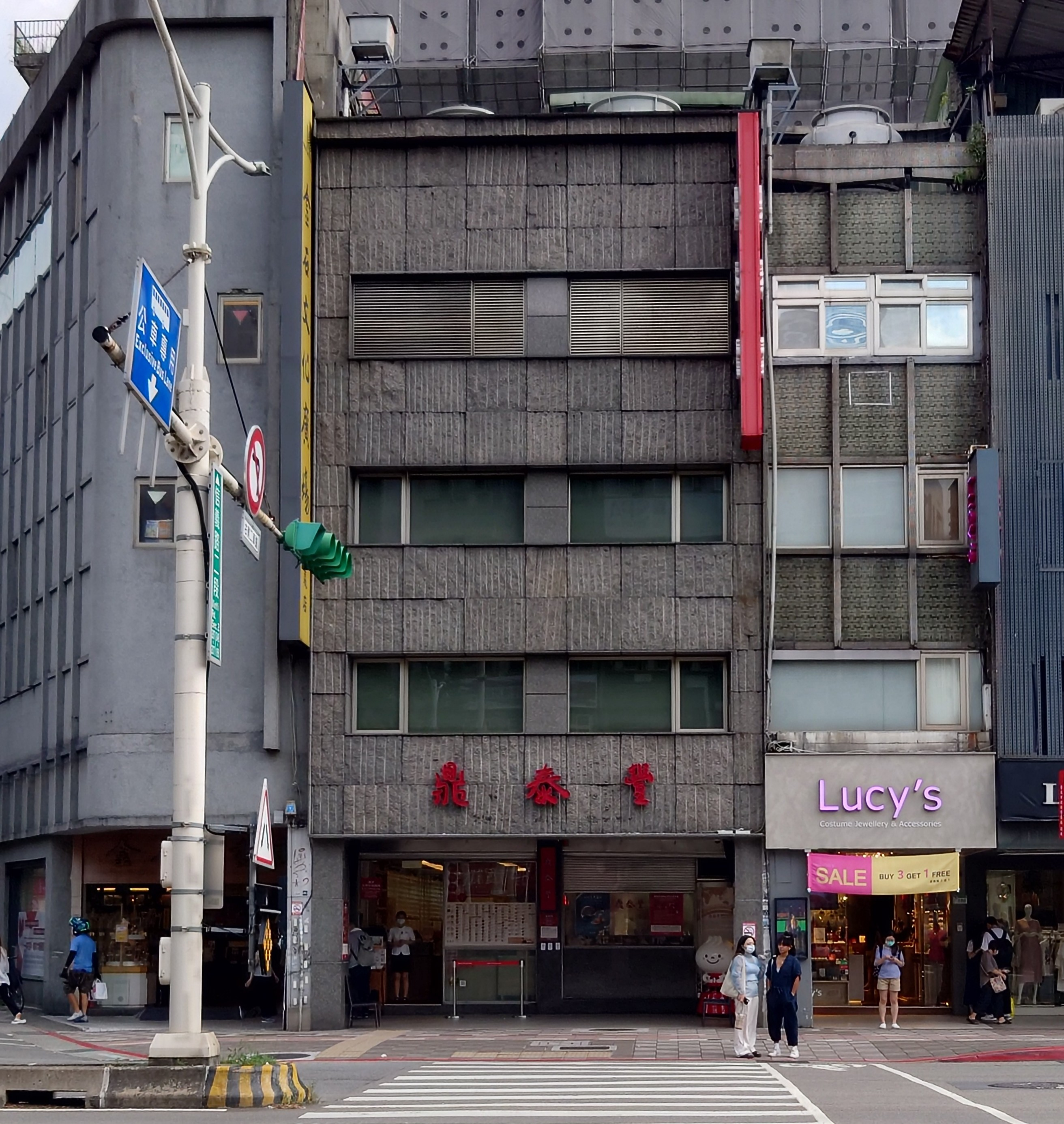
鼎泰豐信義本店

《十里桂花香》（英語：Legend Of Din Tai Fung）2009年客家電視台年度大戲。由梁修身執導，阿布、曾寶儀、樊光耀、王琄、梁正群、黃玉榮主演。2009年3月9日開鏡，5月10日殺青，7月5日起於客家電視台上檔。本劇以知名連鎖餐廳鼎泰豐做為故事題材。

## 播出時間

### 首播
| 頻道       | 所在地 | 播映日期      | 播出時間          |
| ---------- | ------ | ------------- | ----------------- |
| 客家電視台 | 臺灣   | 2009年7月5日  | 每週日20:00       |
| 八大綜合台 | 臺灣   | 2009年7月6日  | 每週六21:00       |
| 大愛二台   | 臺灣   | 2018年6月16日 | 每週六至週日12:30 |

### OTT
| 頻道    | 所在地 | 上架日期     | 備註 |
| ------- | ------ | ------------ | ---- |
| MyVideo | 臺灣   | 2022年8月1日 |      |

## 演員列表

### 主要演員
| 演員   | 角色             | 介紹 |
| 賴盆妹 | 曾寶儀（少年）   | 客家人。父母早逝，從小與阿婆、阿姑相依為命。後因緣巧合下來到長泰豐工作，並結識長泰豐員工秉彝，之後日久生情，結為連理，育有5名子女。 |
| 賴盆妹 | 王琄（中晚年）   | 客家人。父母早逝，從小與阿婆、阿姑相依為命。後因緣巧合下來到長泰豐工作，並結識長泰豐員工秉彝，之後日久生情，結為連理，育有5名子女。 |
| 楊秉彝 | 阿布（少年）     | 山西人。一個人隻身來到臺灣，來到了長泰豐工作，並且認識了盆妹，對她一見鍾情，後結為連理。並創立「鼎泰豐」。                          |
| 楊秉彝 | 樊光耀（中老年） | 山西人。一個人隻身來到臺灣，來到了長泰豐工作，並且認識了盆妹，對她一見鍾情，後結為連理。並創立「鼎泰豐」。                          |
| 楊紀華 | 梁正群           | 楊秉彝和賴盆妹的大兒子。 |
| 羅綸標 | 黃玉榮           | 原先為燻雞店的員工，但與老闆多次理念不合起衝突最後辭職。後因故在盆妹跟紀華的要求下來鼎泰豐工作。                                    |

### 其他演員
| 演員   | 角色           | 介紹                                                                               |
| 賴石妹 |                | 盆妹的姑姑，為撫養盆妹及照顧母親，終身未嫁。                                       |
| 阿婆   | 劉蘭嬌         | 盆妹的阿婆。                                                                       |
| 楊美芳 | 黃瑄           | 秉彝和盆妹的大女兒。                                                               |
| 楊紀蘭 | 彭雅君         | 秉彝和盆妹的二女兒。                                                               |
| 楊美蘭 | 許瑋秦         | 秉彝和盆妹的小女兒。                                                               |
| 楊國華 | 謝宗達（成年） | 秉彝和盆妹的小兒子。                                                               |
| 楊國華 | 太郎（少年）   | 秉彝和盆妹的小兒子。                                                               |
| 賀老闆 | 傅雷           | 桂花園餐廳的老闆。因紀華年幼時送酒的緣故，而與秉彝一家人成為好友，並常常協助他們。 |
| 阿水師 | 梁修治         | 賀老闆的好友，擅長上海點心。因賀老闆請求，協助改良鼎泰豐小籠包的味道。             |
| 林貴美 | 林若亞         | 鼎泰豐的會計。後嫁給紀華為妻，並育有兩子。                                         |

### 客串演出
| 演員     | 角色     | 介紹                                                                 |
| 雲妹     | 安代梅芳 | 盆妹年輕時的好友。                                                   |
| 阿添叔   | 羅思琦   | 茶園的負責人。                                                       |
| 阿添嬸   | 葉秋菊   | 阿添叔的太太。                                                       |
| 頭家娘   | 凌瑄     | 台北茶行來的老闆娘。因看中盆妹很有生意頭腦，想收她為養女，但被拒絕。 |
| 阿貴     | 方少韋   | 頭家娘身旁的助手兼司機。                                             |
| 里長伯   | 林廣泰   | 盆妹老家的里長。                                                     |
| 豬販     |          | 來盆妹老家討債的豬販。                                               |
| 尹太太   | 馬惠珍   | 長泰豐的老闆娘。                                                     |
| 金寶     | 韓行雅   | 尹太太與尹老闆的女兒。                                               |
| 長生     | 安定亞   | 尹太太的外甥，喜歡盆妹。                                             |
| 尹老闆   | 劉紀憶   | 長泰豐的老闆。                                                       |
| 阿坤     | 車冠德   | 長泰豐的伙計。                                                       |
| 小美芳   | 吳佳謓   | 幼年時期的美芳。                                                     |
| 小紀華   | 鍾正璽   | 幼年時期的紀華。                                                     |
| 小紀蘭   | 賴思廷   | 幼年時期的紀蘭。                                                     |
| 小美蘭   | 黃雅棠   | 幼年時期的美蘭。                                                     |
| 小國華   | 鍾正洋   | 幼年時期的國華。                                                     |
| 雞老闆   | 小戽斗   | 燻雞店老闆，為貪便宜，常將變質食物再拿出來賣，也跟員工理念不合。     |
| 屠師傅   | 朱德剛   | 鼎泰豐改行初期包小籠包的師傅。                                       |
| 傅鎮春   | 王清華   |                                                                      |
| 餐廳採買 | 吳文廣   |                                                                      |
| 油業務   | 賴慶湘   |                                                                      |

## 外部連結
- 官方部落格－痞客邦

## 作品的變遷
| 臺灣 客家電視台 每週日 20:00 - 21:30 | 臺灣 客家電視台 每週日 20:00 - 21:30      | 臺灣 客家電視台 每週日 20:00 - 21:30 |
| ------------------------------------ | ----------------------------------------- | ------------------------------------ |
|                                      | 十里桂花香 （2009年7月5日－2009年8月2日） |                                      |
| 時光效應 （2009年6月28日）           | 太陽劇團－華麗異想境界 （2009年8月9日）   |                                      |

| 臺灣 大愛二台 每週六至週日 12:30 - 13:16     | 臺灣 大愛二台 每週六至週日 12:30 - 13:16    | 臺灣 大愛二台 每週六至週日 12:30 - 13:16 |
| -------------------------------------------- | ------------------------------------------- | ---------------------------------------- |
|                                              | 十里桂花香 （2018年6月16日－2018年7月15日） |                                          |
| 阿婆的夏令營 （2018年4月7日－2018年6月10日） | 大將徐傍興 （2018年7月21日－2018年9月23日） |                                          |